# Legen (Slovenj Gradec)

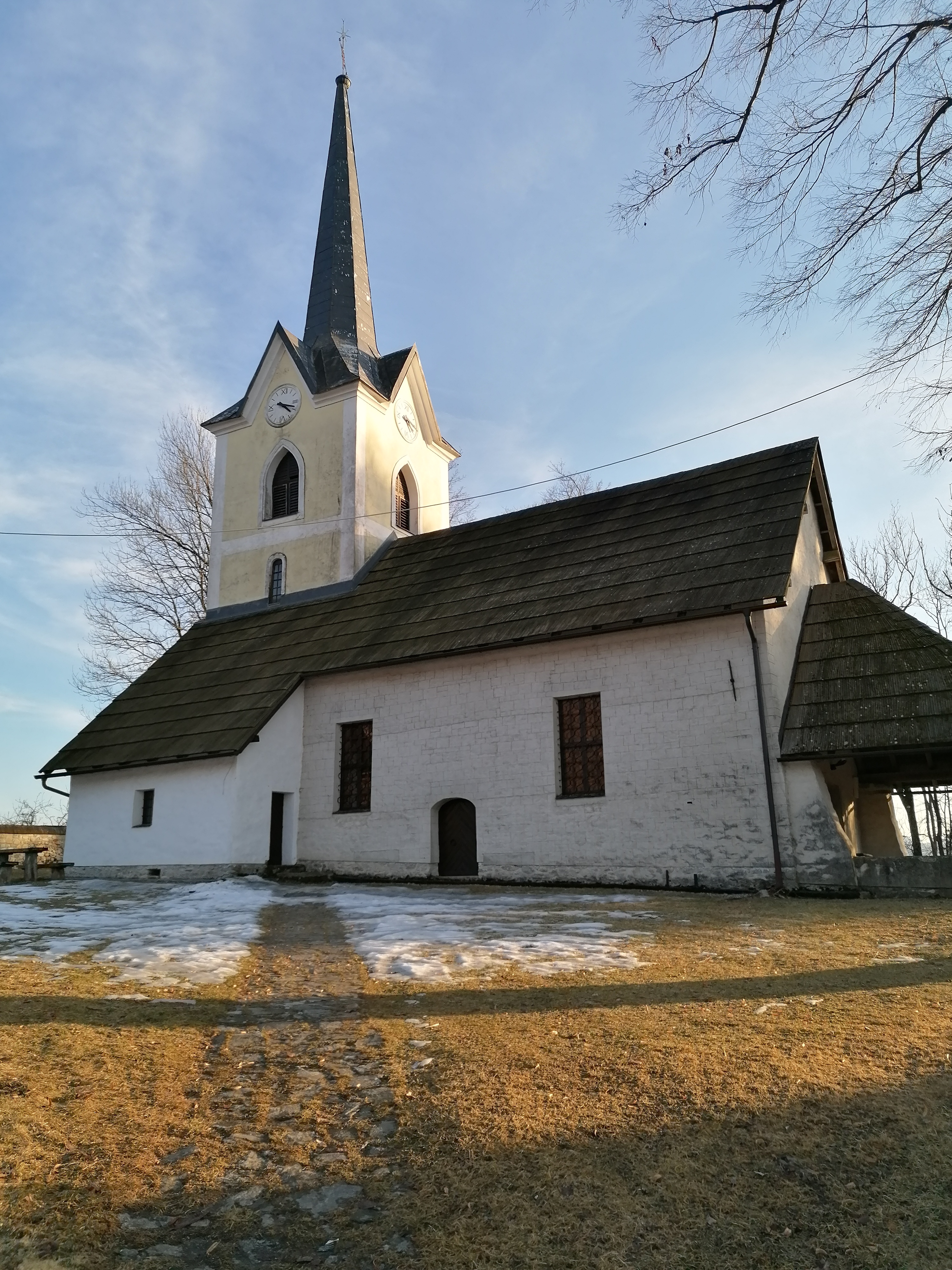
St. Georg, Legen

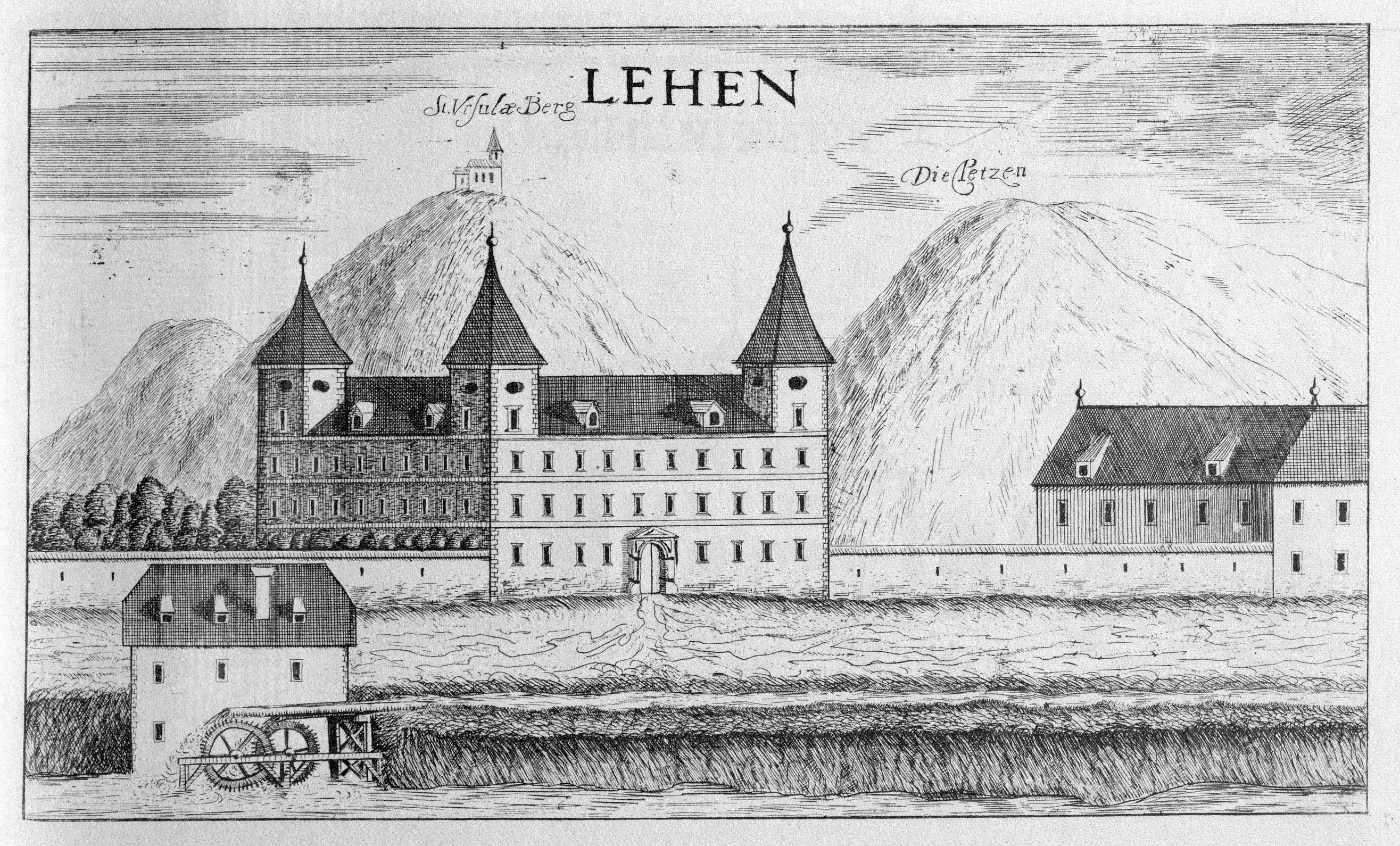
Schloss Lehen (Georg Mattäus Vischer, 1681)

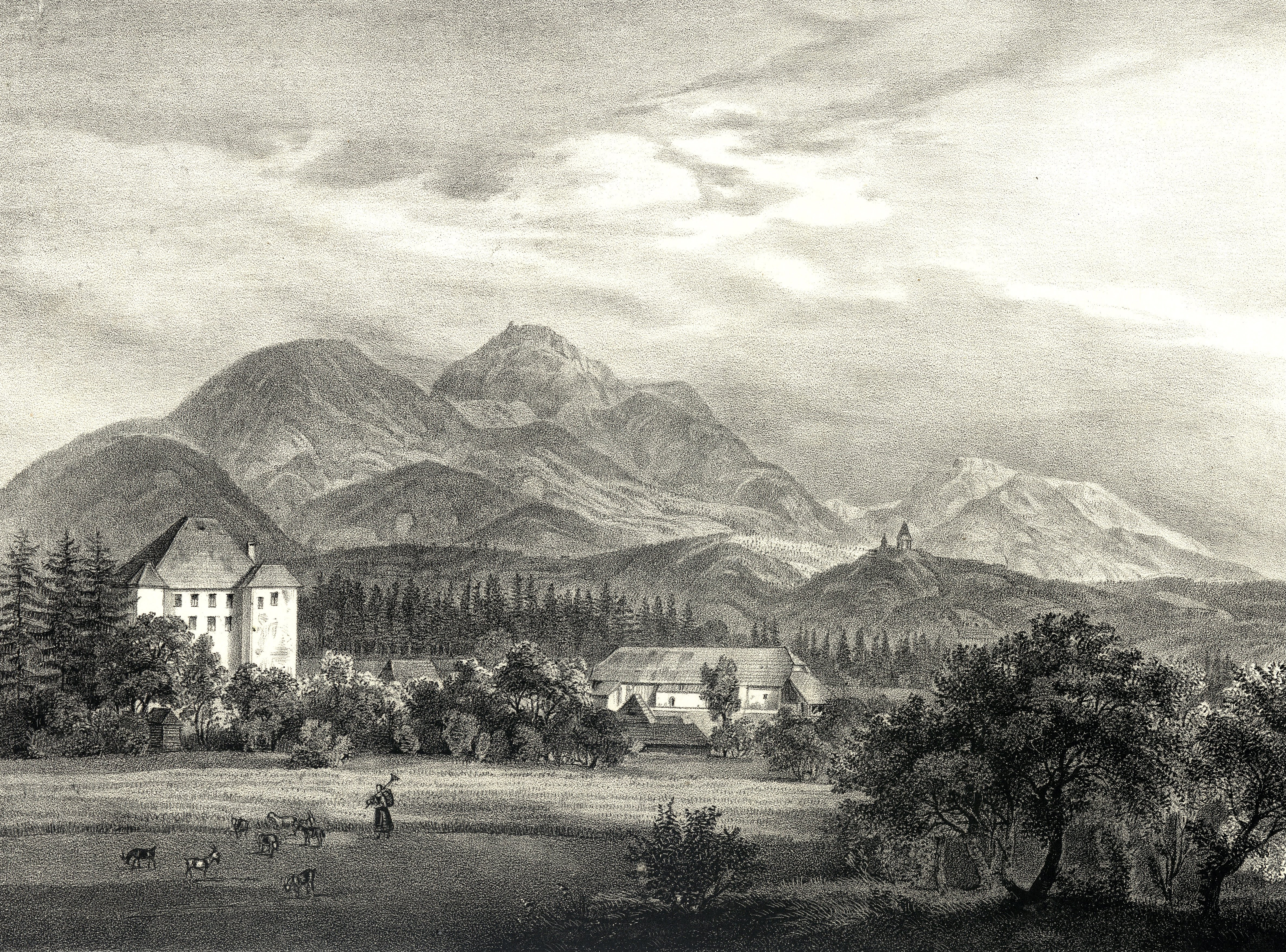
Schloss Lehen (Karl Joseph Kuwasseg, um 1840)

Legen, deutsch Lehen, auch Lechen, ist ein Ort in der Stadtgemeinde Slovenj Gradec in Slowenien. Er liegt im Osten der Stadt Slovenj Gradec in der historischen Landschaft Spodnja Štajerska (Untersteiermark) und ist der statistischen Region Koroška (slowenisches Kärnten) zugeordnet.

## Geografie
Die Siedlung vereint mehrere Weiler (Zgornji Legen, Spodnji Legen) im Tal des Barbaraflüsschens Barbarski potok und viele unabhängige Bauernhöfe an den Hängen des Pohorje-Gebirges. Der Name der Siedlung wurde erstmals 1471 in alten Dokumenten erwähnt.

## Sehenswürdigkeiten

### Georgskirche
Die ursprünglich romanische, später barockisierte Georgskirche wird der 2. Hälfte des 13. Jahrhunderts zugeordnet. In den Jahren 1993/94 durchgeführte Ausgrabungen belegen mehrere Vorgängerbauten, deren ältester in das 9./10. Jahrhundert datiert wird. Die Kirche ist daher möglicherweise der älteste Kirchenbau aus karolingischer Zeit im Gebiet von ganz Karantanien. 
Aufgefunden wurden auch 26 Gräber, die der Karantanisch-Köttlacher Kulturgruppe zugeordnet werden. Ein Teil der archäologischen Funde wird in der Kirche in sehr ansprechender Weise (Glasböden geben Einblick in die Original-Fundlagen) präsentiert.

### Partisanenlazarett
Hauptartikel: Partisanenlazarett Trška Gora

## Schloss Lehen
Mittelpunkt der Ortschaft war bis Anfang des 20. Jahrhunderts Schloss Lechen (auch Lehen). Das Herrenhaus war im 19. Jahrhundert ein gedrungener zweigeschossiger Bau mit nahezu quadratischem Grundriss, steilem Pyramidendach, vier Ecktürmchen und barockem Portal. 
Das Herrenhaus befand sich Ende des 16. Jahrhunderts im Besitz der Familie Leysser. Wilhelm Leysser auf Waldegg und Lehen wird 1598 erwähnt, das Herrenhaus 1629 als Schloss Lechen. Im 18. Jahrhundert ging das Anwesen in den Besitz der Grafen Thurn-Valsassina über. Das Herrenhaus wurde ab Anfang des 20. Jahrhunderts dem Verfall überlassen und war bereits vor dem Zweiten Weltkrieg eine völlige Ruine. Heute steht an seiner Stelle ein Bauernhof.